# Margaux Châtelier
Margaux Châtelier (Bruges, 21 marzo 1990) è un'attrice francese.

## Biografia
Margaux Châtelier è nata a Bruges nel 1990. Inizialmente indirizzata verso una carriera da ballerina, all'età di undici anni comincia a seguire corsi di danza all'Opéra national de Paris. Dopo una prima esperienza da attrice nel film Aurore (2006), Margaux segue a Parigi il corso di recitazione di Eva Saint-Paul dal 2008 al 2010. Dopo aver fatto un corso di specializzazione alla London Academy of Music and Dramatic Art, viene ammessa al
Conservatoire national supérieur d'art dramatique di Parigi.

## Carriera
Margaux Châtelier esordisce al cinema nel 2006 di Nils Tavernier, recitando nel film Aurore al fianco di Carole Bouquet e François Berléand. Dopo alcuni ruoli marginali in episodi di serie televisive (Julie Lescaut e Profiling, ambedue nel 2010, Margaux recita nuovamente in due altre serie televisive nel 2011 e nel 2012 (À la recherche du temps perdu e La baie d'Alger).
Dopo oltre sei anni d'assenza, Margaux ritorna sul grande schermo con Paris-Manhattan nel 2012, cui seguono i film Belle & Sebastien (2013) e nel seguito, Belle & Sebastien - L'avventura continua (2015), ambedue interpretati nel ruolo di Angélina. Nel 2016 entra nel cast della serie Outlander nel ruolo del personaggio ricorrente di Annalise de Marillac.

## Filmografia

### Cinema
- Aurore, regia di Nils Tavernier (2006)
- Paris-Manhattan, regia di Sophie Lellouche (2012)
- La Tendresse, regia di Marion Hänsel (2013)
- Belle & Sebastien (Belle et Sébastien), regia di Nicolas Vanier (2013)
- Belle & Sebastien - L'avventura continua (Belle et Sébastien: l'aventure continue), regia di Christian Duguay (2015)
- Belle & Sebastien - Amici per sempre (Belle et Sébastien 3: Le Dernier Chapitre), regia di Clovis Cornillac (2018)
- Abdel et la Comtesse, regia di Isabelle Doval (2018)

### Televisione
- Commissaire Magellan - serie TV, episodio pilota (2009)
- Julie Lescaut - serie TV, episodio 19x03 (2010)
- Profiling (Profilage) - serie TV, episodio 2x07 (2010)
- À la recherche du temps perdu - miniserie TV (2011)
- La baie d'Alger - film TV (2012)
- Outlander - serie TV, episodi 2x02 e 2x05 (2016)
- Genius - serie TV, episodi 2x08 e 2x09 (2018)
- Un avion sans elle - miniserie TV (2019)
- De Gaulle, l'éclat et le secret - miniserie TV (2020)
- Au-dessus des nuages - film TV (2020)

### Pubblicità
- L'Oréal

## Teatrografia
- L'Impromptu 1663 (basato su L'improvvisazione di Versailles di Molière), regia di Clément Hervieu-Léger - Festival d'Avignone (2017)
- Juliette, le Commencement di Grégoire Aubin, regia di Grégoire Aubin e Marceau Deschamps-Ségura - Festival d'Avignone (2017)
- Roberto Zucco di Bernard-Marie Koltès, regia di Yann-Joël Collin - Festival d'Avignone (2017)

## Doppiatrici italiane
Nelle versioni in italiano dei suoi film, Margaux Châtelier è stata doppiata da:
- Valentina Favazza in Belle & Sebastien, Belle & Sebastien - L'avventura continua, Belle & Sebastien - Amici per sempre